# Yahoo! Inc. (2017–настоящее время)
Yahoo! Inc. — дочерняя компания Verizon Communications и Apollo Global Management, служащая зонтичным брендом для подразделений по производству цифрового контента, среди которых есть приобретённые в 2015 и 2016 годах AOL и Yahoo!. До 1 января 2019 года именовалась Oath Inc..
До 4 мая 2021 года именовалась  Verizon Media .

## Деятельность
Oath Inc. является дочерним подразделением Verizon Communications. Компания имеет двойную штаб-квартиру на Манхэттене в Нью-Йорке (штат Нью-Йорк) и Саннивейле (штат Калифорния), где ранее располагались штаб-квартиры AOL и Yahoo Oath имеет офисы на территории США, а также в Австралии, Бельгии, Бразилии, Великобритании, Германии, Дании, Канаде, Китае, Израиле, Индии, Ирландии, Испании Люксембурге, Нидерландах, Новой Зеландии, Норвегии, Сингапуре, Таиланде, Тайване, Швеции, Южной Корее и Японии. Бывший CEO AOL Тим Армстронг получил аналогичный пост в новой компании. К моменту возникновения компании в ней работало 12 тыс. человек.

## История
В мае 2015 г. Verizon анонсировала приобретение AOL за 4,4 млрд долл в рамках расширения медиа- и технологических возможностей компании. Сделка была официально закрыта через месяц.
Через год Verizon сообщила о покупке за 4,8 млрд долл. основного интернет-бизнеса Yahoo! в рамках политики инвестирования в поисковые, информационные, видео-, почтовые и развлекательные интернет-продукты. В сентябре и декабре 2016 года Yahoo! сообщило о двух крупных проблемах в интернет-безопасности, касавшихся более миллиарда клиентов. Из-за этого Verizon снизил своё предложение на 350 млн. — до 4,48 млрд долл.
За два месяца до закрытия сделки Verizon сообщило об объединении Yahoo и AOL под брендом Oath. С момента закрытия сделки 13 июня 2017 года новая компания начала деятельность, а CEO Yahoo Марисса Майер подала в отставку. Оставшиеся в составе Yahoo подразделения были включены в состав холдинговой компании Altaba, основными активами которой считались доли в Alibaba Group (15,5 %) и Yahoo! Япония (35,5 %). После слияния Oath сократила 15 % сотрудников Yahoo и AOL. Название компании «Oath» (англ. Oath — клятва, присяга) подразумевало её приверженность цифровому медиабизнесу.
В апреле 2018 г. Helios and Matheson приобрела у Oath посвящённый кинематографу проект Moviefone. Частью данной сделки стало обретение Verizon доли в компании MoviePass.
В мае 2018 г. Verizon и Samsung договорились о предустановке четырёх приложений Oath (Newsroom, Yahoo Sports, Yahoo Finance и go90) в смартфоны Samsung Galaxy S9. Соглашение также подразумевало интеграцию рекламных объявлений Oath в приложения как самого Oath, так и принадлежащих Samsung приложений Galaxy и Game Launcher.
12 сентября 2018 г. было объявлено, что преемником Тима Армстронга на посту CEO с 1 октября станет К. Гуру Говраппан.
5 ноября 2018 г. в ходе реорганизации корпорации Oath была переименована в Verizon Media, изменение вступит в силу 1 января 2019 г. (в итоге переименование состоялось 8 января). Ребрендинг произошёл из-за не лучшего приёма названия «Oath» и ради прекращения слухов о возможности возникновения отдельной компании.
3 декабря 2018 г. компания представила новый набор правил для пользователей Tumblr, которые начинали действовать через две недели — 17 декабря. По ним «взрослый контент» подвергался блокировкам, что вызвало критику со стороны ряда категорий блогеров (ЛГБТ сообщество, секс работники, жертвы сексуального насилия, создатели взрослого контента и т. д.). Инициатива возникла после удаления приложения Tumblr из Apple App Store из-за обвинений в детской порнографии, породив предположения, что тем самым Oath inc. стремится вернуться туда.
Во второй половине января 2019 г. стало известно о намерении Verizon Media сократить 7 % персонала (800 человек). Всё это происходило на фоне решения руководства Verizon сэкономить к 2021 году наличными сумму в 10 млрд долл. и признания меньшей ценности медиасегмента.
В 2019 году Verizon продал Tumblr Automattic, владельцу WordPress. Сумма сделки не была озвучена, в СМИ озвучивались оценки в размере менее 3 млн долларов.
19 ноября 2020 года было объявлено о продаже сайта HuffPost BuzzFeed и о создании стратегического партнёрства между покупателем и Verizon Media.
В мае 2021 года Verizon Communications продал Verizon Media, и сообщил что сохранит долю размером в 10% в предприятии которое теперь будет называться Yahoo inc.

## Бренды
Ниже представлен ряд цифровых брендов под управлением Yahoo!:
- AOL
- Autoblog
- Built By Girls
- Engadget
- Flurry
- Kanvas
- MAKERS Women
- Rivals.com
- RYOT
- TechCrunch
- Edgecast
- Yahoo!

### Проданные
- Flickr (продан SmugMug в 2018 г.)
- Moviefone (продан Helios and Matheson в 2018 г. Verizon частично владеет родительской компанией проекта Helios and Matheson Analytics Inc..)
- Polyvore (продан и объединён с SSENSE в 2018 г.)
- MapQuest (переведён в Verizon Location Services)
- Tumblr (продан в 2019 г.)
- HuffPost (продан BuzzFeed в 2020 г.)

### Закрытые
- Alto Mail (электронная почта)
- AIM (отключено 15 декабря 2017 г.)
- Cambio.com
- go90 (закрыто в июле 2018 г.)[39]
  - Yahoo! Messenger (отключено 17 июля 2018 г.)
- Yahoo Together (отключено в апреле 2019 г.)